# TBS若手ディレクターと石橋の土曜の3回
TBS若手ディレクターと石橋の土曜の3回（ティービーエスわかてディレクターといしばしのどようの3かい）は、TBSテレビで2012年10月13日から2013年3月23日まで、第1土曜を除く毎週土曜日26:18 - 26:48（日曜午前2:18 - 2:48）に放送されていたバラエティ番組である。
2013年4月2日25:03 - 26:03（4月3日1:03 - 2:03）に1時間スペシャルが放送された。

## 概要
- 低迷するバラエティ番組に「活」を入れるべく、この男が立ち上がった！とんねるず・石橋貴明。この番組は、ADとして働く入社2〜4年目の超若手社員が企画をプレゼン。石橋貴明が「脈あり」と判断したものを初ディレクター作品としてOAしてしまう番組である。

## 出演
- 石橋貴明（とんねるず）
- 田中みな実（当時TBSアナウンサー）
- 枡田絵理奈（当時TBSアナウンサー）
- 加藤シルビア（TBSアナウンサー）
- 小林悠（当時TBSアナウンサー）
- TBS若手ディレクターたち

## 放送リスト
- 2012年10月13日 「普通の理由」（高柳健人ディレクター・入社3年目）
  - 当たり前過ぎて誰も疑問に思わないような日常の「普通」のことに疑問を持ち、仕組みを明らかにするサイエンスバラエティ
「消えるボールペンはなぜ消えるのか？」「ハサミはなぜ切れるのか？」「なぜアルミを噛むといやな気持ちになるのか？」「なぜ制汗剤は汗をピタッととめるのか？」出演：東京大学サイエンスコミュニケーションサークルCAST

- 2012年10月20日 「怪盗ガールズトーク」（大谷賢一ディレクター・入社2年目）
  - 仕掛け人の女の子をモニタリングルームから操ることで恥ずかしい本音を聞き出す
「クラビアアイドルのガールズトーク」
出演：青島あきな、尾崎ナナ、KONAN、谷一歩、山里亮太（南海キャンディーズ）
「女社長のガールズトーク」
出演：おかざきなな、大堀ユリエ、美輪ますみ、山田るり子、古坂大魔王

- 2012年10月27日 「100万円の使い道」（田村裕之ディレクター・入社3年目）
  - ディレクターの自腹の100万円を使って芸人が誰かを感動させる
「母親に感謝の花文字を書き、上空のヘリコプターから見てもらう」出演：深谷寛和（スナッキーマガジン）

- 2012年11月10日 「今夜、あなたがお兄ちゃん」（和田悟ディレクター・入社3年目）
  - 妹を題材とした企画
「部屋とYシャツと・・・お兄ちゃん」「奥のお兄ちゃん」「お兄ちゃんの金○○」「お兄ぃ音楽隊」「お兄ちゃんのキノコ」「お兄ちゃんの馬鹿力」「世界の中心はお兄ちゃん」出演：吉木りさ

- 2012年11月17日 「ボーダーライン」（浜田諒介ディレクター・入社3年目）
  - 女性の行動に隠された本音に迫るクイズ企画
「合コンで電話番号を教えてもOKのサインはどれ？」「女性が嘘をつく質問のラインは？」「女が浮気と考える男の行動のラインは？」出演：千野志麻、ビビる大木、堤下敦（インパルス）、佐野ひなこ

- 2012年11月24日 「旅行プレゼンバトル バトラベル！」（松木彩ディレクター・入社2年目）
  - 3人のプロが旅行プランをプレゼンテーションする企画
女子大生の卒業旅行をプレゼンテーション、現役女子大生が審査する。出演：たかのてるこ、柴田英嗣（アンタッチャブル）

- 2012年12月8日 「天才演出家」（松木彩ディレクター・入社2年目）
  - 女性にとっての“理想の男性”を妄想しミニドラマで完全再現する企画
あらゆる世代の女性200人に“理想の男性像”について調査。「女子校出身である女性の理想の男性に共通するキーワード→爽やか・明るい・人気者」「現在彼氏がいる女性の理想の男性に共通するキーワード→大人・知的・穏やか」「彼氏がいた経験のない女性の理想の男性に共通するキーワード→ミステリアス・クール・自信家」出演：加藤夏希、中川翔子

- 2012年12月15日 「アングル」（高柳健人ディレクター・入社3年目）
  - 芸能・ファッションなど各方面で活躍している方にキーワードを提示、そのキーワードに対し、様々なアングルを持って作品を展開する企画。
キーワードは「トマト」。「ファッション×トマト」「最高級×トマト」「イリュージョン×トマト」「漫画家×トマト」「陰毛シール×トマト」「ウグイス嬢×トマト」「レゴ×トマト」「ベジータ×トマト」出演：三戸なつめ、三須友博（ガリバートンネル）、堀道広、meko meko club、三井淳平、R藤本

- 2012年12月22日 「キャバクラ嬢対抗歌合戦」
  - キャバクラやガールズバーなど、夜の世界で輝いている女性4人による歌合戦。
出演：YOU、綾部祐二（ピース）、佐野ひなこ

- 2013年1月12日 「食べ物と芸術の融合　食アート」（大谷賢一ディレクター・入社2年目）
  - 食べ物をテーマにしているアーティスト3名を紹介する企画。「小豆を髭に見立てたアズラー」「あたらしいみかんのむきかた」「うまい棒の仏」
出演：林家二楽、境貴雄、岡田好弘、河地貢士

- 2013年1月19日 「ザ・クロスオーバー」（深谷俊介ディレクター・入社4年目）
  - ジャンルの垣根を越えて、2組のパフォーマーが一夜限りの共演をする実験ショー企画。
「タップダンス×ヒューマンビートボックス」、「光絵×アコースティック・ギター」、「日本の名曲×ゴスペル」
出演：TAPPERS RIOT、AFRA、Mad4th、和代人平、DEPAPEPE、さかいゆう

- 2013年1月26日 「女性のためのちゃんとしたセックスのやり方」（細谷知世ディレクター・入社4年目）
  - 女性の目線でセックスを勉強する企画。
出演：二松まゆみ、ミズキ、一徹

- 2013年2月9日 「我が子に捧げるバラード」（吉村ディレクター・入社2年目）
  - いつもは恥ずかしくて伝えられない親子の絆を聞く音楽の時間

- 2013年2月16日「少年時代一斉大調査」（大谷賢一ディレクター・入社2年目）
  - 街行く大人の小学生時代を徹底調査する企画
「休み時間に何をして遊んでいましたか？」「現役小学生の遊びランキング」
出演：飯尾和樹（ずん）

- 2013年2月23日「少年時代一斉大調査」（大谷賢一ディレクター・入社2年目）
  - 街行く大人の小学生時代を徹底調査する企画
「小学生あるある」「妹、小池里奈と遊ぶ」「ピンポン球野球対決」
出演：飯尾和樹（ずん）、小池里奈、柴田英嗣（アンタッチャブル ）

- 2013年3月9日「BAKAを訪ねて」（塩谷暁充ディレクター・入社3年目）
  - 一つの物事を極度に追い求める「○○バカ」、そんな彼らを追いかける企画
「幻の魚・ヒラスズキを釣る」
出演：井上友樹、オラキオ（弾丸ジャッキー）

- 2013年3月16日「すごいぽっちゃりさん大集合 第1回ぽっちゃりサミット」（細谷知世ディレクター・入社4年目）
  - ハンデをものともせず活躍するぽっちゃりさんを通じて、世のぽっちゃりさんに元気と勇気を届ける企画
出演：近藤春菜(ハリセンボン)、もっさん、川添奨太

- 2013年3月23日「さよなら土曜の3回！もう一度会いたいあの人を呼んじゃいましたSP」
  - 番組も最終回、石橋貴明が今まで放送された中で、もう一度会いたい人達に再会
出演：ミズキ、東京大学サイエンスコミュニケーションサークルCAST、たかのてるこ、三井淳平

- 2013年4月2日1時間スペシャル「妄想演出家」
  - 男女にとっての“理想の恋愛シチュエーション”を妄想しミニドラマで再現する企画
出演：川口春奈、白鳥久美子（たんぽぽ）、ビビる大木、山里亮太（南海キャンディーズ）

## スタッフ
- OPCG：牧野惇/イアリンジャパン
- TM：長谷川晃司
- TD：荒木健一
- CAM：鈴木博之
- VE：佐藤公幸
- 照明：佐々木理衣
- 音声：渡邊学、森和哉
- 音効：後藤俊輔、高木秀和
- 編集：オムニバスジャパン
- MA：新田領
- 美術P：山口智広
- デザイン：桝本瑠璃
- 美術制作：宗次宏光、羽田一成
- 装置：鈴木匡人
- 操作：小野寺浩
- 装飾：深山健太郎
- 電飾：梅本孝
- 生花装飾：菊地起矢
- ヘアメイク：川本真由美
- 技術協力：東通、エヌ・エス・ティー、ラ・ルーチェ、TAMCO
- 編成：藤原麻知
- 宣伝：鈴木慎治
- TK：飯塚愛美
- デスク：松崎由美
- マネジメントプロデューサー：渡辺英樹
- 会計：古谷英一
- 演出：下記の中から1名
- TBSバラエティ若手企画会議：深谷俊介（プロデューサー）、細谷知世、高柳健人、塩谷暁充、田村裕之、浜田諒介（プロデューサー）、和田悟、大谷賢一、松木彩、吉村拓
- 製作著作：TBS